# Kirghizistan ai XVIII Giochi olimpici invernali
Il Kirghizistan partecipò ai XVIII Giochi olimpici invernali, svoltisi a Nagano, Giappone, dal 7 al 22 febbraio 1998, con una delegazione di 1 atleta impegnato in una disciplina.